# 上砂勝七
上砂 勝七（かみさご しょうしち、1890年（明治23年）10月13日 - 1956年（昭和31年）5月18日）は、大日本帝国陸軍の陸軍少将、憲兵司令部副官。戦後、A級戦犯として逮捕されたが、訴追無し。

## 略歴
滋賀県出身。1913年5月、陸軍士官学校（25期）を卒業。1918年10月、歩兵中尉より憲兵に転科。1943年8月、陸軍少将となる。
国内外において憲兵としての活躍が数多くの文献にも名前が出て表されているが、1925年（大正14年）の横浜鶴見騒擾事件に出動した憲兵隊を指揮して、これの鎮圧にあたった。
また1937年（昭和12年）の南京攻略戦に従軍（途中で青島へ転任した）の時には、日本軍の不軍紀行動を目撃し、憲兵として綱紀の維持に腐心したことが自著に記されている。
終戦時は台湾憲兵隊司令官であった。
1945年12月、連合国より第三次戦犯指名され、A級戦犯として逮捕されて収監された。1946年9月、訴追なく巣鴨拘置所を無条件出所した。
1948年（昭和23年）1月31日、公職追放仮指定を受けた。

## 著書「憲兵三十一年」より
1923年9月16日の甘粕事件の際、「小泉司令官が甘粕大尉に命じたもの」と書かれている。（上砂は同じ構内にある憲兵司令部勤務）「自分も社会主義者の福田狂二の殺害を命じられた。福田が家族ともども大阪に避難する準備をしていたので、見のがすことにした」とも書いている。
また中国戦線に同行の際、「徴発は、現地官民共に四散しているため実行不可能で、自然無断徴用の形となり、色々の弊害を伴った。」と書いている。（日本軍の「徴発」は、対価として金や軍票を支払い、物資を得ることになっていたが、「泥棒」「強奪」としか呼びようのない「徴発」が日常的に行われており、現地での信頼を失っていた。）